# زئوس (مارول کامیکس)
زئوس (به انگلیسی: Zeus) یک شخصیت خیالی و خدا در کتاب‌های کامیک آمریکایی منتشر شده توسط مارول کامیکس است. شخصیت زئوس توسط نویسنده استن لی و طراح جک کربی بر اساس ایزدی به همین نام، در اساطیر یونانی خلق شده‌است، که برای اولین بار در شمارهٔ ۵ از مجموعه کمیک ونوس (ژوئن ۱۹۴۹) حضور پیدا کرد. زئوس کوچکترین پسر تیتان کرونوس و رئا، فرزندان ایزد آسمان اورانوس و ایزدبانوی کهن زمین گایا به‌شمار می‌رود. او قوی‌ترین عضو و فرمانروای المپ نشینان، نژادی از ابعاد ماوراء و ابرانسانی محسوب می‌شود. او پدرش را زندانی کرد و جایگاه او را به عنوان پدر آسمان در قلمرو المپ گرفت. زئوس ایزد آذرخش المپ نشینان و پدر هرکول است.
راسل کرو نقش این شخصیت را در دنیای سینمایی مارول و فیلم ثور: عشق و تندر (۲۰۲۲) ایفا کرده‌است.